# 李敏 (隋朝)
李敏（576年—615年），字树生，一名洪兒，隋朝大臣，祖李贤，北周大将军。父李崇，隋任幽州总管，死于与突厥的战争中。
隋高祖因李崇战死沙场，就将李敏收养在宫中。到成年，袭爵广宗县公，起家任左千牛。李敏长相英俊，善于骑射，歌舞音律，无不精通。曾当过北周宣帝皇后的杨丽华被封为乐平公主，其女宇文娥英到了选择夫婿的年纪，隋文帝下令召集各家王公贵族的子弟到弘圣宫，让杨丽华挑选。李敏被选中，成为宇文娥英的丈夫。皇帝借给他一品官员的仪仗队，以尚皇帝之女的规格娶亲。
李敏侍宴，杨丽华对他说：“我把天下给了至尊，只有你一个女婿，当为你求柱国。若授予其他官职，你不要谢恩。”李敏入见，隋文帝亲御琵琶，遣李敏歌舞，大悦，问杨丽华李敏的官职，杨丽华说他只是白丁。文帝表示授李敏仪同，李敏不答，文帝觉得他嫌不够，又说授开府，李敏又不谢恩。文帝说：“公主有大功于朕，朕何得向其女婿惜官，今授卿柱国。”李敏才下拜蹈舞。文帝于是在座位上下诏授李敏柱国，以本官宿卫。
因避讳晋王杨广，其广宗郡公的爵位改为经城县公。历任蒲、豳、金、华、敷州刺史，但李敏多不莅职，常留在京师，往来宫内，侍从皇帝游宴，赏赐超于功臣。后隋文帝驾仁寿宫，又改为岐州刺史。
大业初年，李敏转任卫尉卿。杨丽华去世前对皇帝弟弟杨广请求将自己的封邑转给女婿李敏，皇帝同意了，李敏封邑从一千户加到了五千户。又摄屯卫将军。杨广征讨高句丽，李敏为十二道之一的新城道军将，加左光禄大夫。大业十年，杨广复征辽东，派遣李敏于黎阳监督粮食运输。当时方士安伽陀自称通晓图谶之术，对杨广称言：“当有李氏应为天子。”又有谣言称“桃李子，洪水绕杨山。”杨广怀疑李敏的小名洪儿的“洪”字应谶，并当面讲给李敏听，希望他能领会自杀。李敏心中不安，与任右骁卫大将军的族兄郕国公李浑、李浑侄子李善衡私下商议。当时李浑与宠臣宇文述有怨，宇文述也乘此诬构李浑掌禁军，有谋反之心。杨广立即令宇文述率领宿卫禁军千余人包围李氏兄弟府第，将其家族下狱审问。宇文述诱骗李敏妻子宇文氏写下口供，于是李浑、李敏等宗族三十二人全部被杀，其余老弱被流放岭南。而宇文氏在数月后亦被杨广赐于鸩酒而终。
唐朝初年，唐高祖追赠李敏为观国公，其家族被流放的子弟被允许回归故里。
李敏与宇文娥英第四女李静训（600年－608年），自幼受杨丽华溺爱，养于宫中，大业四年六月一日夭折于山西汾源宫，年九岁。其年十二月葬於京兆长安县休祥里面万善道场之内。1957年李静训墓在西安被发掘，出土有墓志、石棺、陶俑和大批珍宝。